# أمين المجج
أمين المجج (21 مارس 1921 في رام الله - 2 يناير 1999 في القدس الشرقية) طبيب أطفال، وسياسي من فلسطين.

## النشأة والتحصيل العلمي
ولد أمين صالح المجج في مدينة رام الله عام 1921 لعائلة مسيحية تتبع الكنيسة الأسقفية في القدس والشرق الأوسط، تلقى تعليمه في مدرسة المطران شرقي القدس. ألتحق المجاج عام 1945 بالجامعة الأمريكية في بيروت ودرس فيها الطب والجراحة، ولاحقًا إلى جامعة لندن حيث تخصص في طب الأطفال.

## تقلد المناصب
في عام 1950، كُلف المجج رئيسًا لقسم الأطفال في مستشفى أوغوستا فيكتوريا في القدس، ولاحقًا تولى إدارته ثم إدارة مستشفى جمعية المقاصد الخيرية الإسلامية. وأيضًا في عام 1950، انتخب عضوًا في بلدية القدس، وعدة مرات نائبًا لرئيس بلدية القدس. عُين وزيرًا للصحة والإنشاء والتعمير في الأردن عام 1957، ووزيرًا للصحة عام 1964. شغل منصب عضو في مجلس الأمة الأردني منذ عام 1967 حتى 1988.
شغل أحد مقاعد القدس في مجلس النواب الأردني من عام 1967-1988م؛ بالإضافة إلى مناصب في مستشفيات تقع في القدس غزة ونابلس.
في 5 يوليو 1994 توفي روحي الخطيب أمين أمانة القدس، وكُلف أمين المجج بتولي المنصب حتى تم اختيار رجل الأعمال الفلسطيني زكي الغول عام 1998. لا تعترف إسرائيل بهذا المنصب.

## الحياة الشخصية
تزوج أمين المجج من بيتي داغر عام 1947، وأنجبا ابن واحد وثلاث بنات.

## الوفاة
توفي أمين المجج في مدينة القدس يوم 2 يناير 1999، ودفن فيها.